# Басас да Индија
Басас да Индија (фр. Île Bassas da India) је ненасељен атол у јужном Мозамбичком каналу у Индијском океану са копненом површином од 0,2 km² и укупном површином (са лагуном) од 80 km². Припада групи расејаних острва у Индијском океану. Удаљен је 110 км северозападно од острва Европа. Зона управе Француске око овог атола је 123.700 km². Атол је врло низак, на највишим областима само 3 метра изнад нивоа мора. За време плиме се на многим деловима не види копно. Будући да је често испод нивоа мора, на атолу нема вегетације.
Острво су открили португалски истраживачи у 16. веку. Од 1897. острвом управља Француска, од 1968. њиме управља француски представник на Реиниону. Од 21. фебруара 2007. острво је у администрацији француског аутономног региона Француске јужне и антарктичке земље.